# Ombúes de Lavalle
Ombúes de Lavalle è un comune dell'Uruguay, situato nel Dipartimento di Colonia.